# 陈一帆
陈一帆（1914年—1967年9月28日），男，辽宁海城耿庄镇东耿村人，中华人民共和国政治人物，曾任中华人民共和国第二轻工业部副部长，第三届全国人大代表。

## 历史
1931年九一八事变后，到北平读中学、中国大学读书。参加一二九运动，1936年3月加入中国共产党。任北平中国大学支部书记、北平市委秘书等职。
1937年抗战爆发后，到晋察冀边区，任五台中心县委书记、晋察冀二地委书记、二军分区副政委、纵队政委等职。
1945年抗战胜利后，回东北家乡，任海城中心县委书记、辽宁省二地委书记、1946年4月4日任辽南地委第一书记、1946年6月22日任辽南省委组织部长、辽南独立师副政委、第二政委等职。
中华人民共和国成立后，1949年10月任东北合作总社副主任。1950年12月任中华全国供销合作总社局长、副主任等职。以供销合作社专家身份援助越南，任中国政治顾问团专家组组长。1958年任中共黑龙江省嫩江地委书记、齐齐哈尔市委书记、国家外贸部副部长等职。1962年任中华全国手工业合作总社主任、党组书记、第二轻工业部党组成员、副部长等职。